# Otterbach (Amorbach)
Otterbach ist ein Gemeindeteil der Stadt Amorbach im unterfränkischen Landkreis Miltenberg in Bayern.

## Geographie
Die Einöde Otterbach liegt am Otterbach, der im Unterlauf auch Amorbach genannt wird, auf 225 m ü. NHN zwischen Boxbrunn im Odenwald und Amorbach. Südlich liegt Kirchzell, südwestlich befindet sich das Dorf Watterbach. Im Norden von Otterbach verläuft die Bundesstraße 47. Auf der Gemarkung von Otterbach liegt der Schafhof.